# 午夜快車
《午夜快車》（英語：Midnight Express）是1978年的美英電影，由奧利佛·史東根據比利·海斯的1977年同名記實作品改編而成，片名則是監獄牢友對於脫逃密道的暱稱。此片描述一名美國大學生海斯因試圖走私毒品，而被土耳其海關逮捕並送入監獄。
本片由布瑞德·戴維斯、蘭迪·奎德、約翰·赫特、艾琳·米拉科、波·霍普金斯、保羅·博納切利、保羅·L·史密斯、諾伯·威瑟與彼得·傑弗里。亞倫·帕克導演，大衛·柏南製作。
電影與原著小說有著顯著的不同，特別是在對於土耳其人的描述上，許多人包括海斯本人，皆批評本片對於土耳其有著嚴重的種族歧視。特别是土耳其警察持警棍污辱美国青年还脱他裤，電影上映後不久，海斯與史東皆對於電影裡頭對土耳其人的詮釋表示歉意。

## 演員
- 布瑞德·戴維斯（英语：Brad Davis (actor)） 飾 比利·海斯（英语：Billy Hayes (writer)）
- 艾琳·米拉科（英语：Irene Miracle） 飾 Susan
- 波·霍普金斯（英语：Bo Hopkins） 飾 "Tex"
- 保羅·博納切利（英语：Paolo Bonacelli） 飾 Rifki
- 保羅·L·史密斯（英语：Paul L. Smith） 飾 Hamidou
- 蘭迪·奎德 飾 Jimmy Booth
- 諾伯·威瑟（英语：Norbert Weisser） 飾 Erich
- 約翰·赫特 飾 Max
- 克沃爾克·加拉貝迪安（英语：Kevork Malikyan） 飾 the Prosecutor
- Yashaw Adem（英语：Yashaw Adem） 飾 the Airport police chief
- Mike Kellin（英语：Mike Kellin） 飾 Mr. Hayes
- Franco Diogene（英语：Franco Diogene） 飾 Yesil
- 麥克·恩賽因（英语：Michael Ensign） 飾 Stanley Daniels
- Gigi Ballista（英语：Gigi Ballista） 飾 the Judge
- 彼得·傑佛瑞（英语：Peter Jeffrey） 飾 Ahmet
- Michael Yannatos（英语：Michael Giannatos） 飾 Court translator

## 外部連結
- 開眼電影網上《午夜快車》的資料（繁體中文）
- 豆瓣电影上《午夜快車》的資料 （简体中文）
- 时光网上《午夜快車》的資料（简体中文）
- 爛番茄上《午夜快車》的資料（英文）
- Box Office Mojo上《午夜快車》的資料（英文）
- TCM电影资料库上《午夜快車》的资料（英文）
- 互联网电影数据库（IMDb）上《午夜快車》的资料（英文）
- Script of movie by Oliver Stone (pdf)（页面存档备份，存于）